# اند تي في
اند تي في (بالإنجليزية: And TV أو ببساطة &TV) هي قناة ترفيهية باللغة الهندية مملوكة لشركة زي للمشاريع الترفيهية. تم إطلاقها كقناة ترفيهية عامة من مجموعة زي، وبدأت البث في 2 مارس 2015 دوليًا في الشرق الأوسط. في 6 أبريل 2015، أُطلقت قناة اند تي في في المملكة المتحدة لتحل محل قناة لامهي. في 1 يونيو 2019، أُغلقت اند تي في في المملكة المتحدة بسبب إطلاق منصة زي فايف. في 11 نوفمبر 2024، أعيد إطلاق اند تي في في المملكة المتحدة على سامسونج تي في بلس وراكوتن تي في في 10 مارس 2025.

## وصلات خارجية
- الموقع الرسمي